# 瑞岸寺
瑞岸寺（ずいがんじ）は、岐阜県飛騨市にある臨済宗妙心寺派の寺院である。山号は殿秀山。本尊は聖観音坐像。飛騨三十三観音霊場第二十七番札所。
国の重要文化財に指定されている小萱薬師堂は、瑞岸寺の飛び地仏堂であり、同寺が管理している。
加茂若宮神社に隣接する。

## 沿革
1534年（天文4年）、現在の岐阜県高山市国府町西門前にある太平山 安国寺の末寺として、江馬氏によって開山する。
江馬氏は当時飛騨国北部を支配していた戦国大名であり、瑞岸寺を菩提寺としている。江馬氏の拠点である高原諏訪城は近くにある。

瑞岸寺は、神岡町旧阿曽布村丸山にあったと伝えられている。江馬氏初代輝経が、母益世姫の持念仏「聖観世音菩薩」を安置して菩提寺にしようと一宇を建立、天舟海を開山とした。その後寺運は衰退し、天文4年（1535）に江馬氏十三代九右ェ門時正が菩提寺殿秀山瑞岸寺として再興した。
江馬氏没落後は、高山の宗猷寺末となり、さらに明治23（1890）年、本山妙心寺の直末となりました。

## 文化財

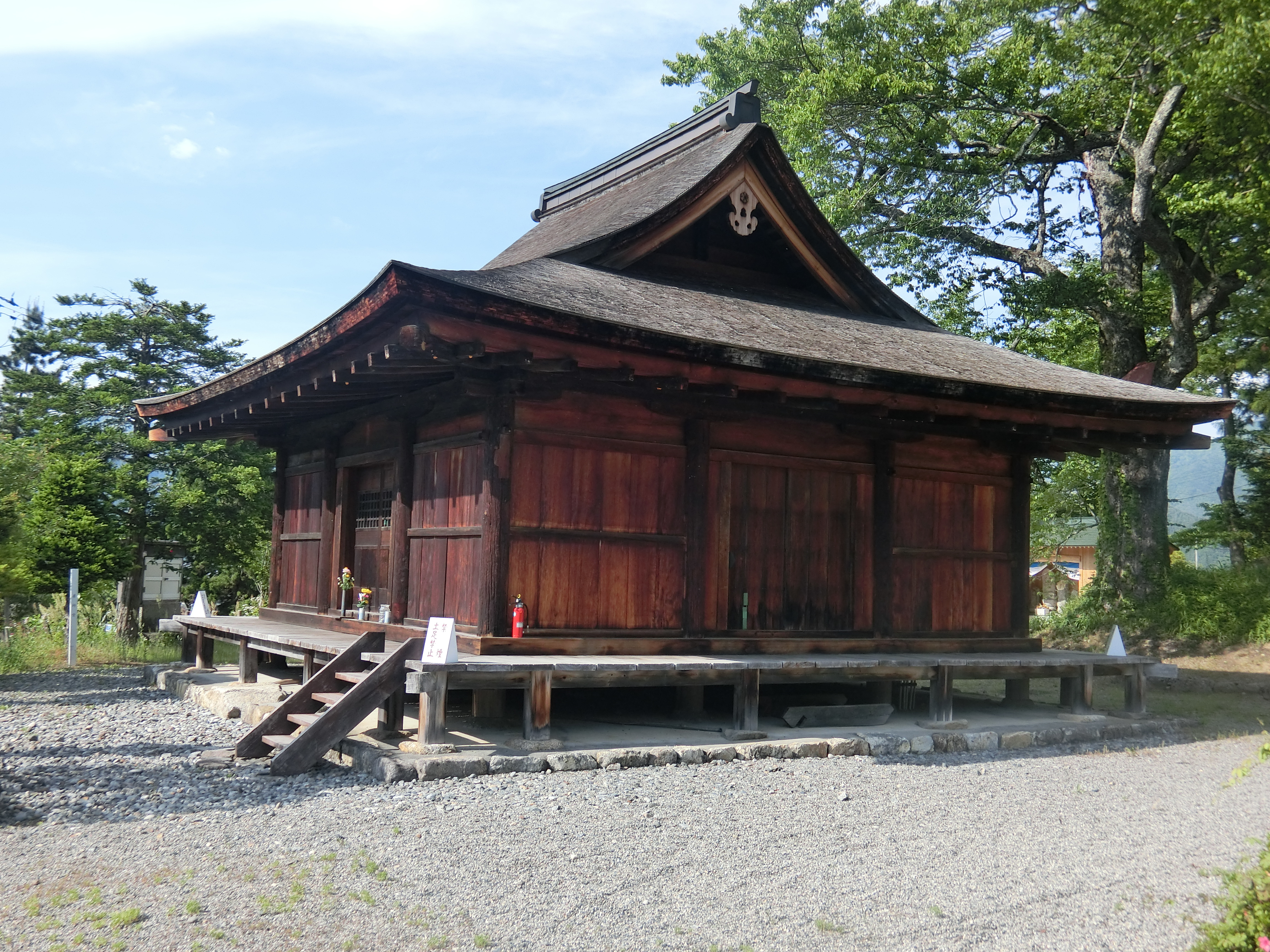
薬師堂

重要文化財（国指定）

- 瑞岸寺安楽院薬師堂　
一般に小萱薬師堂の名で親しまれている。室町時代初期の建立。入母屋造こけら葺き、方三間の仏堂。鎌倉時代後期～室町時代初期の建築の特徴を持つ。飛騨の匠の鑿の跡が残る。元々は小萱の白山神社の神宮寺であった医王山安楽院の薬師堂であったが、寺は廃絶して薬師堂のみ残ったため瑞岸寺が管理するようになったものである。養蚕に霊験があるとして崇敬を集めていたほか、何人もの男女が同衾する寝雑薬師と呼ばれる行事が行われていた。なお、瑞岸寺と小萱薬師堂は直線距離で4km以上離れている。重要文化財指定名称は単に「薬師堂」。

岐阜県重要文化財
- 磬子（きんす）
仏具の一種。1594年（文禄3年）の銘がある。
- 懸仏（かけほとけ）
小萱薬師堂内。1299年（永仁7年）の銘がある。
- 鉦鼓

## 所在地
- 本堂：岐阜県飛騨市神岡町殿町495
- 小萱薬師堂：岐阜県飛騨市神岡町小萱

## 交通アクセス

### 公共交通機関
濃飛バス
- 本堂
  - 高山本線高山駅前の高山濃飛バスセンター3番のりばより、《神岡線》神岡（濃飛バス神岡営業所）行きで「西里」バス停下車。徒歩20分。
  - 平湯バスターミナル（平湯温泉）より、《上宝・新穂高線》神岡（濃飛バス神岡営業所）行きで「殿村」バス停下車。徒歩3分。
- 小萱薬師堂
  - 神岡（濃飛バス神岡営業所）より、《小萱・吉田線》精米所前行きで「上小萱」バス停下車。徒歩10分。

### 自動車
- 本堂
  - 国道471号飛騨市「江馬町」交差点より200m。
- 小萱薬師堂
  - 飛騨市神岡町中心地より飛騨神岡高校方面へ。